# The Malpractice
The Malpractice er et af Johannes Gammelbys mange aliaser. Han har tidligere spillet i I Am Bones og Beta Satan.
Hans debutalbum Tectonics blev udgivet i 2010 efter det blev indspillet med medlemmer fra Tiger Tunes og Beta Satan som begge også træder til når The Malpractice spiller live.
Gammelby tager, i The Malpractice, udgangspunkt i grunge og aggressiv rock, medens sangene tilføjes pophooks og larmende synthesizere i mestendels voldelige og depressivt eksistentialistiske tekster.

## Diskografi

### Albums
- 2010: Tectonics
- 2011: Tectonic Repercussions